# Berlin (gruppo musicale)
I Berlin sono un gruppo musicale new wave statunitense, la cui front woman è Terri Nunn. Il gruppo raggiunse la popolarità nel corso degli anni '80, soprattutto grazie a Take My Breath Away, brano composto da Giorgio Moroder per il quale quest'ultimo vinse l'Oscar alla miglior canzone e il Golden Globe nel 1987. Il pezzo fu incluso nella colonna sonora del film Top Gun e successivamente anche nel quarto album dei Berlin Count Three & Pray. Il gruppo si sciolse nel 1987 a causa di divergenze fra Terri Nunn e il fondatore della band John Crawford, risentito del fatto che il gruppo avesse trovato successo grazie a una canzone che "non avevamo scritto noi, non avevamo mai sentito e non c'entrava niente con noi". Terri Nunn in seguito riformò il gruppo nel 1999 con nuovi membri.

## Discografia

### Album in studio
- 1980 - Information
- 1982 - Pleasure Victim
- 1984 - Love Life
- 1986 - Count Three & Pray
- 2002 - Voyeur
- 2005 - 4Play
- 2013 - Animal
- 2019 - Transcendance
- 2020 - Strings Attached

### EP
- 1997 - Fall Into Heaven
- 1997 - Fall Into Heaven 2

### Raccolte
- 1987 - Dancing in Berlin
- 1988 - Best of Berlin 1979-1988
- 1997 - Master Series
- 2000 - Greatest Hits Remixed
- 2004 - Metro Greatest Hits
- 2009 - Greatest Hits

### Album dal vivo
- 2000 - Live: Sacred & Profane
- 2009 - All the Way In

### Singoli
- 1979 - A Matter of Time
- 1980 - Fascination
- 1981 - The Metro
- 1982 - Sex (I'm A...)
- 1982 - Pleasure Victim
- 1983 - Masquerade
- 1984 - No More Words
- 1984 - Now It's My Turn
- 1984 - Dancing in Berlin
- 1984 - Touch
- 1986 - Take My Breath Away
- 1987 - Like Flames
- 1987 - You Don't Know
- 1987 - Pink and Velvet
- 2002 - Blink of an Eye
- 2003 - With a Touch
- 2013 - It's the Way
- 2014 - Animal